# Günther Baumgarten
Günther Theodor Reinhold Baumgarten (* 26. September 1906 in Magdeburg; † 22. März 1989 in Wernigerode) war ein deutscher Apotheker und Chemiker.

## Leben
Nach den Schulbesuchen in Magdeburg und Bunzlau legte Günther Baumgarten 1927 das pharmazeutische Vorexamen in Dessau ab. Danach begann er ein Pharmazie- und Chemiestudium an der Universität in Berlin, das er 1933 mit der Promotion zum Dr. phil. erfolgreich beendete. 1936 erhielt er eine Stelle an der Ysatfabrik, dem späteren VEB Ysat Wernigerode, wo er nach Ende des Zweiten Weltkrieges die Leitung der wissenschaftlichen Abteilung übernahm, die er bis 1973, dem Eintritt in das Rentenalter, innehatte. Sein Hauptwirkungsgebiet war die Erforschung von Herzglykoside. 1963 glückte ihn die Einführung des neuen Präparates Pentaacetylgitoxin.
Nebenberuflich wurde er 1954 zum Mitbegründer der Gruppe Magdeburg der Pharmazeutischen Gesellschaft der DDR, deren Vorsitzender er von 1954 bis 1967 war.

## Veröffentlichungen (Auswahl)
- Über intramolekulare Ringschlüsse g-halogenierter Amine mit endständigem Halogen. Berlin 1933.
- Die herzwirksamen Glykoside. Herkunft, Chemie und Grundlagen ihrer pharmazeutischen und klinischen Wirkung. 1963.